# Mkoani
Mkoani is de hoofdplaats van de Tanzaniaanse regio Zuid-Pemba op het eiland Pemba.
Mkoani telt naar schatting 11.000 inwoners.